# گول‌خورده
گول خورده (به انگلیسی: Bamboozled) فیلمی ۱۳۵ دقیقه‌ای به کارگردانی اسپایک لی با بازی دیمون وینز محصول کشور فرانسه است.